# Swan Island (ö i Australien, Victoria)
Swan Island är en ö i Australien. Den ligger i delstaten Victoria, omkring 54 kilometer sydväst om delstatshuvudstaden Melbourne. Arean är 1,4 kvadratkilometer.
Genomsnittlig årsnederbörd är 939 millimeter. Den regnigaste månaden är juni, med i genomsnitt 128 mm nederbörd, och den torraste är januari, med 44 mm nederbörd.